# Justine Frischmann
Justine Elinor Frischmann (geboren am 16. September 1969 in Twickenham) ist eine britisch-amerikanische Musikerin und zeitgenössische bildende Künstlerin. Bekannt wurde sie in den 1990er Jahren als Frontfrau der britischen Band Elastica. Seit 2005 lebt sie in den USA und widmet sich der Malerei.

## Leben und Werk
Justine Frischmanns Mutter ist jüdisch-russischer Herkunft. Ihr Vater, Wilem William Frischmann (geboren 1931 in Ungarn), überlebte das KZ Auschwitz und wurde 1945 von sowjetischen Soldaten befreit. Im Alter von 15 Jahren emigrierte er nach Großbritannien. Er wurde ein erfolgreicher Bauingenieur und war verantwortlich für markante Londoner Bauwerke wie das Centre Point-Hochhaus, den Tower 42 und Drapers’ Gardens. Justine Frischmann beschreibt ihn in einem Interview 2016 als „positiven“ und „weltumarmenden“ Menschen. Sie besuchte die St Paul’s School in London und habe Künstlerin werden wollen, doch auf Wunsch ihrer Eltern studierte sie Architektur am University College mit dem Abschluss Bachelor of Science im Jahr 1989. Seit sie elf Jahre alt war, beschäftigte sie sich mit Musik und schrieb Songs.

### Musik
In London war sie mit ihrem Freund Brett Anderson an der Gründung der Britpop-Band Suede beteiligt, in der sie die zweite Gitarre spielte. In den folgenden Jahren formte sie zusammen mit Justin Welch, Annie Holland und Donna Matthews ihre eigene Band Elastica, die 1995 das gleichnamige Debütalbum herausbrachte, für das Frischmann alle Stücke geschrieben hat. Es wurde Nummer eins in den britischen Charts, für den Mercury Prize nominiert und hatte auch in den USA Erfolg. Elastica gehörte zu den führenden Bands des Alternative Rock der 1990er Jahre, bekannt für den androgynen Glamour ihrer Mitglieder, den Frischmann prägte. Sie war als Gitarristin und Sängerin die Frontfrau der Band, deren Sound von monochromatischer Punk-Ästhetik und ihrer monotonen Stimme, in der sie über Sex sang, bestimmt wurde. Die Musikpresse nannte sie „The First Lady of Britpop“. Ihre Bedeutung wird mit der von Lily Allen und Amy Winehouse verglichen. Nach dem zweiten, 2000 veröffentlichten Album The Menace beendete sie ihre Musikkarriere. Drogen, Eifersucht und Probleme infolge von Damon Albarns bipolarer Störung führten zur Auflösung von Elastica. In dieser Zeit habe Justine Frischmann gelernt, dass geistige Gesundheit (englisch sanity) wichtiger sei als Erfolg.
Sie arbeitete anschließend als Journalistin, Fernseh- und Hörfunkmoderatorin. 2003 moderierte sie die Architektur-Sendung Dreamspacers der BBC. Im selben Jahr war sie Jurorin des Stirling-Preises. 2004 präsentierte sie im Independent Television die Kunstsendung The South-Bank-Show. In der britischen Modezeitschrift i-D und der Pop-Zeitschrift The Face veröffentlichte sie Artikel über Kunst und Kultur. Ein letztes Mal schrieb sie 2003 einen Song mit dem Titel Galang für ihre Freundin M. I. A.

### Malerei
2005 zog Justine Frischmann in die USA, um sich an der privaten tibetisch-buddhistischen Naropa University in Boulder (Colorado) in Kontemplation unterrichten zu lassen und am San Francisco Art Institute Bildende Kunst zu studieren. Ihre Serien abstrakter Gemälde mit dem Titel Lambent (deutsch sanft leuchtend, schimmernd) sind von den Erfahrungen und Gefühlen ihrer spirituellen Suche in dieser Zeit inspiriert. Dafür verwendete sie Fotografien auf dünnen Aluminium-Platten, die sie mit Öl, Acryl und Emaille-Spray in hellen Farben verfremdete. Für Frischmann ist das Malen ein meditativer Prozess. Ihr Thema ist das Licht. Sie arbeitet mit Mixed Media, kombiniert Airbrush mit Ölfarbenmalerei auf Masonit, Holz oder Leinwand. Für ihre Demiurge-Serie sprühte sie auf den Untergrund Neonfarben in Pink, Gelb und Grün, die einen fluoreszierenden Effekt erzeugten, und übermalte sie mit breiten Pinselstrichen in weißer und schwarzer Ölfarbe. In den USA stellt sie seit 2010 aus. 2016 veranstaltete die George Lawson Gallery in San Francisco ihre erste Solo-Ausstellung und präsentierte ihre Werke auf der internationalen Kunstmesse Volta in New York. In einem Interview mit The Guardian 2016 sagte sie, dass sie kein Verlangen mehr habe Musik zu machen. In der Malerei habe sie ihr Medium gefunden.
Seit 2008 lebt Justine Frischmann mit ihrem Mann, einem Wissenschaftler, in San Rafael in der San Francisco Bay Area.